# 고치쇼교마에역
고치쇼교마에역(일본어: 高知商業前駅)은 일본 고치현 고치시에 있는 시코쿠 여객철도 도산 선의 철도역이다. 역 번호는 K04이며, 단선 승강장 1면 1선을 가진 지상역이다. 이 역은 도로 교량 아래에 역사가 위치해 있다.

## 타는 곳
| ■ 도산 선 | (하행) | 이노 · 스사키 · 구보카와 방면 |
| ■ 도산 선 | (상행) | 고치 · 도사야마다 방면        |

## 역 주변
- 도사 전기 철도 이노 선 가가미가와바시 역

## 역사
- 1986년 11월 1일 : 일본국유철도의 고치쇼교마에 임시승강장으로서 개업.
- 1987년
  - 3월 : 상설역으로서 승격. 고치쇼교마에역으로 된다.
  - 4월 1일 : 국철 분할 민영화에 의해, 시코쿠 여객철도가 승계.

## 인접 역
| 시코쿠 여객철도 도산 선        | 시코쿠 여객철도 도산 선 | 시코쿠 여객철도 도산 선     |
| ------------------------------ | ----------------------- | --------------------------- |
| K 03 아사히 다도쓰 · 고치 방면 | 도산 선                 | 아사쿠라 K 05 구보카와 방면 |